# دجاج الأدغال الرمادي
دجاج الأدغال الرمادي هو نوع من أنواع دجاج الأدغال يعيش في الهند موطنه الأساسي وكذلك جزيرة سريلانكا وتم تدجينه سنة 1862 في بريطانيا ولكنه محمي بموجب القانون في الهند ويقال أنها انحدرت منها سلالة الدجاج المنزلية الحالية.